# فتحة الخيشوم

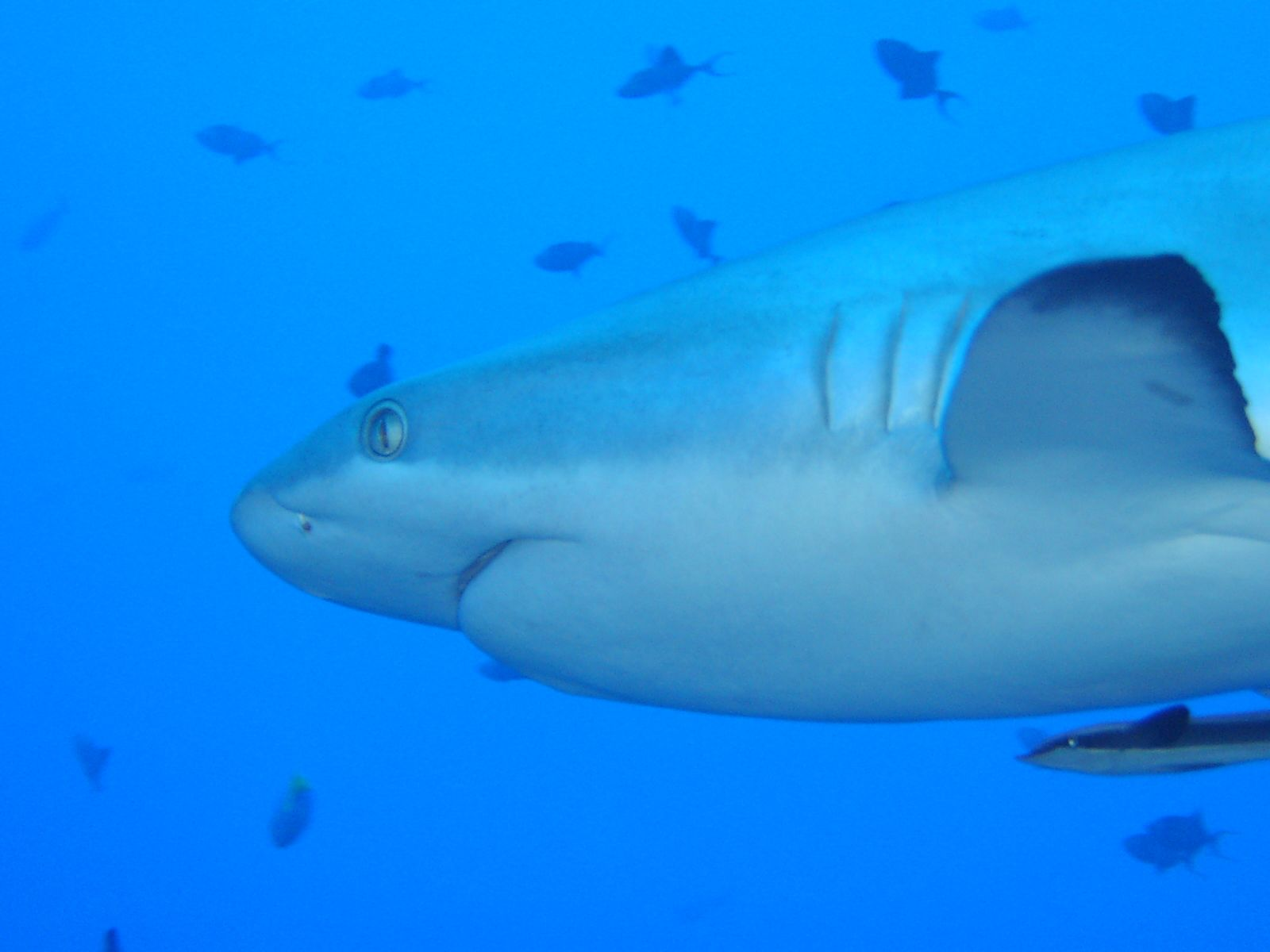
فتحات الخياشيم عند سمك القرش الرمادي.

فتحات الخيشوم هي شقوق جانبيّة طوليّة عند مؤخرة رأس بعض أنواع الأسماك تُفتح بالخارج وهي مُتصلة بالخياشيم، هذه الفتحات مُتواجدة في الأسماك الغضروفية مثل القرش والشفنينيات. معظم الأسماك التي لها فتحات خياشيم تملك خمسة أزواجٍ منها، وعدد قليل يملك ستة أو سبعة أزواج من فتحات الخياشيم. هذه الفتحات مُتحركة للخارج إذا تُساعد على تمرير المياه إلى الخارج وتمنعه من الدخول.
وفي الكائنات البحرية البدائية تستخدم الفتحات الخيشومية لترشيح جزيئات الغذاء.